# Saal (Sundern)
Saal ist ein kleiner, abgelegener Wohnplatz, der zur Stadt Sundern (Sauerland) in Nordrhein-Westfalen gehört.
Saal liegt etwa 500 Meter nördlich der Landstraße L 687 auf einer Höhe von 550 m ü. NHN. Bis Oktober 2024 gab es dort ein Waldcafé mit Galerie im früheren „Falkenhof“. Sonst liegen in Saal nur noch zwei ehemalige Bauernhöfe.
Saal liegt im Landschaftsschutzgebiet Lennegebirgskamm (Lenscheid, Saal, Hohenwibbecke). Südöstlich des Ortes liegt das Naturschutzgebiet Auf dem Saal. Östlich des Ortes befindet sich ein Kleingewässer, das als Geschützter Landschaftsbestandteil Kleingewässer (östlich Saal) durch den Landschaftsplan von Sundern ausgewiesen wurde. Im Ort selbst steht eine Linde, die als Naturdenkmal geschützt ist. Um den Wohnplatz Saal herum finden sich einige kleinere Auwälder, seggen- und binsenreiche Nasswiesen, Quellbereiche und Fließgewässer, die im Landschaftsplan Sundern als gesetzlich geschützte Biotope nach § 30 BNatSchG dokumentiert sind.
Eine 1946 errichtete Transformatorenstation auf Saaler Siedlungsgebiet, westlich des bebauten Wohnplatzes, wird seit 2015 als „Artenschutzturm Hohenwibbecke“ für Vögel und Fledermäuse vom Verein für Natur- und Vogelschutz im Hochsauerlandkreis genutzt.